# Am Ende der Sonne
Am Ende der Sonne ist das zweite Soloalbum von Farin Urlaub, der auch als Gitarrist und Sänger der Punkrock-Band Die Ärzte bekannt ist. Es erschien am 29. März 2005.

## Hintergrund
Gegenüber dem ersten Soloalbum Endlich Urlaub! des gebürtigen Berliners ist diese Platte deutlich härter und gitarrenorientierter, was Farin Urlaub folgendermaßen begründet: „Beim ersten Soloalbum war es so, dass andere mich ansprachen und sagten: ‚Und dafür hast du ’n Soloalbum gebraucht?!‘ Ich wollte einfach nicht, dass man denkt, ich würde nur Songs nehmen, die es nicht auf Ärzte-Platten geschafft haben.“ In einem weiteren Interview bemerkte er auch, er wollte auch einfach ein richtiges Gitarrenalbum nach seinen Vorstellungen machen. Außerdem wollte er nicht „als der ewige Spaßmacher“ angesehen werden und sich mit diesem Album auch ernsteren Themen widmen. Außerdem schrieb er bei diesem Album die Lieder mit der Vorstellung einer Liveversion im Hintergrund dem Racing Team gewissermaßen auf den „Leib“.
Trotz meist negativer Kritiken erreichte das Album Platz 1 der deutschen Charts. Wie bereits auf Endlich Urlaub! hat Urlaub fast alle Instrumente außer den Bläsern und Streichern, sowie dem Schlagzeug auf dem Hidden Track Noch einmal, selber eingespielt.
Urlaubs Lieblingslied auf diesem Album ist nach eigener Angabe Sonne.
Das Album ist dem Booklet zufolge der Disney-Übersetzerin Erika Fuchs gewidmet. Sie verstarb kurz nach Veröffentlichung des Albums.

## Titelliste
1. Mehr – 3:14
2. Sonne – 4:40
3. Augenblick – 3:07
4. Porzellan – 3:51
5. Unter Wasser – 4:02
6. Wie ich den Marilyn-Manson-Ähnlichkeitswettbewerb verlor – 3:11
7. Unsichtbar – 3:14
8. Apocalypse wann anders – 4:02
9. Schon wieder – 1:18
10. Immer noch – 4:37
11. Alle dasselbe – 3:27
12. Kein Zurück – 4:54
13. Dermitder – 4:02
14. Dusche – 4:11

Das Album enthält zusätzlich den Null-Track „Noch einmal“, der zu hören ist, indem man das erste Lied von 0:00 Min. auf −4:42 Min. zurückspult.
Der Song Wie ich den Marilyn-Manson-Ähnlichkeitswettbewerb verlor wird in den CD-Text-Daten mit Wie ich den Farin-Urlaub-Aehnlichkeitswettbewerb gewann betitelt. Die CD-Text-Daten können mit entsprechender Software (Player- oder Brennsoftware) oder CD-Text-unterstützenden Abspielgeräten angezeigt werden.

## Singleauskopplungen
Die erste Singleauskopplung ist „Dusche“, auf der der Kampf mit den feindlich gesinnten Haushaltsgeräten und die resultierende Paranoia im Mittelpunkt steht, z. B. „Stirb, Fernseher, stirb!“. Sie enthält die B-Seiten „Alle Fragen dieser Welt“ und „Klasse“.
Am 6. Juni 2005 wurde die zweite Single „Porzellan“ veröffentlicht. Sie handelt vom Neid einiger Menschen auf das Glück anderer. Auf ihr sind die B-Seiten „Atrás“, ein Lied in Spanisch zusammen mit der Sängerin Casielena, und „Xenokratie“ enthalten.
Die dritte und letzte Auskopplung aus dem Album erschien am 5. September 2005 und heißt „Sonne“. Die Single enthält die B-Seiten „Gefährlich“ und „Hart“.
Eine Besonderheit der B-Seiten ist, dass Farin seine Stimme auf experimentelle Art oft ins Extreme verändert, so z. B. bei „Xenokratie“ und „Gefährlich“.

## Rezeption
„Farins zunächst augenzwinkernd gemeinte rhetorische Frage ‚Warum vier Gitarrenspuren aufnehmen, wenn’s auch zehn sein können?‘ erweist sich schon hier als grelles Fanal. Zu den besten Songs gehört noch ‚Porzellan‘, das leichte Placebo-Ähnlichkeiten aufweist und sich mit dem großen Thema Glück auseinandersetzt. […] Wir wollen deshalb betont wissen, dass Farin Urlaub zwar nach wie vor zu den Guten gehört (wer reimt schon MP3-Player auf Slayer?), stellen aber durchaus nicht unerschrocken fest, dass der Mann sich musikalisch doch zunehmend an den Rand der Bedeutungslosigkeit spielt. ‚Am Ende Der Sonne‘ mangelt es deutlich an auflockernden Sound-Überraschungen wie sie früher ‚Sumisu‘ oder in anderem Kontext ‚Jag älskar Sverige!‘ vermochten; Songs, die dem Hörer nicht gleich mit der Brechstange servierten, an welch großer Vergangenheit sie sich messen lassen müssen. So aber: ein Album für’s Regal (okay, die Bilder sind auch nett).“